# Forward Kahuta
Forward Kahuta est un village du District de Haveli au Pakistan.
C'est le chef-lieu du district.
Proche de la frontière du Azad Cachemire, il est situé dans une zone de tensions.